# Seznam míst v Essexu
Toto je seznam měst, vesnic a jiných pojmenovaných míst v anglickém hrabství Essex.

## A
- Abberton
- Abbess Roding
- Aldham
- Alphamstone
- Alresford
- Althorne
- Ardleigh
- Arkesden
- Ashdon
- Asheldham
- Ashen
- Ashingdon
- Aythorpe Roding
- Audley End

## B
- Bardfield Saling
- Barling
- Barnston
- Barrow Hill
- Basildon
- Beaumont-cum-Moze
- Belchamp Otten
- Belchamp St. Paul
- Belchamp Walter
- Berden
- Bicknacre
- Billericay
- Birch
- Birchanger
- Birdbrook
- Blackmore
- Black Notley
- Bobbingworth
- Boreham
- Boxted
- Bradfield
- Bradwell Waterside
- Bradwell
- Bradwell-on-Sea
- Braintree
- Brentwood
- Brightlingsea
- Broomfield
- Broxted
- Buckhurst Hill
- Bulmer
- Bures Hamlet
- Bures St. Mary
- Burnham-on-Crouch

## C
- Canvey Island
- Castle Hedingham
- Chadwell St Mary
- Chelmsford (hlavní město hrabství)
- Chignall Smealy
- Chigwell
- Childerditch
- Chipping Ongar
- Chrishall
- Clacton-on-Sea
- Clavering
- Coggeshall
- Colchester (sídlí zde University of Essex)
- Coldharbour

## D
- Danbury
- Debden (Epping Forest)
- Debden (Uttlesford)
- Dengie
- Dedham
- Doddinghurst
- Dovercourt
- Drapers Green
- Duddenhoe End

## E
- Earls Colne
- East Horndon
- East Mersea
- Elmdon
- Elmstead Market
- Epping

## F
- Farnham
- Faulkbourne
- Feering
- Felsted
- Finchingfield
- Fingringhoe
- Flitch Green
- Foxearth
- Frating
- Frinton-on-Sea
- Fryerning

## G
- Galleywood
- Grays
- Great Baddow
- Great Bardfield
- Great Bentley
- Great Bromley
- Great Dunmow
- Great Horkesley
- Great Oakley
- Great Wakering
- Great Warley
- Great Yeldham

## H
- Hadstock
- Halstead
- Harlow
- Harwich
- Hatfield Peverel
- Hawkwell
- Helions Bumpstead
- Henham-on-the-Hill
- Herongate
- Heybridge
- High Laver
- Hockley
- Hutton

## I
- Ingatestone
- Ingrave

## J
- Jaywick

## K
- Kelvedon
- Kelvedon Hatch

## L
- Laindon
- Langdon Hills
- Langenhoe
- Latchingdon
- Lawford
- Layer de la Haye
- Leigh-on-Sea
- Lexden
- Liston
- Little Baddow
- Little Bentley
- Little Bromley
- Little Horkesley
- Little Warley
- Loughton

## M
- Maldon
- Manningtree
- Marks Tey
- Mashbury
- Mistley
- Mount Bures
- Mountnessing
- Mundon

## N
- Navestock
- North Benfleet
- Nounsley

## O
- Flitch Green (dříve Oakwood Park)
- Orsett
- Osea Island
- Ostend
- Ovington

## P
- Pale Green
- Parkeston
- Pebmarsh
- Pilgrims Hatch
- Pitsea
- Pleshey
- Potton Island
- Prittlewell

## Q
- Quendon

## R
- Rayleigh
- Rayne
- Ridgewell
- Rochford
- Rowhedge
- Roydon

## S
- Saffron Walden
- St Osyth
- Sandon
- Sewards End
- Shelley
- Shellow Bowels
- Shenfield
- Shoeburyness
- Shotgate
- Sible Hedingham
- Silver End
- South Benfleet
- South Ockendon
- South Woodham Ferrers
- Southend-on-Sea
- Southminster
- St. Lawrence Bay
- Stanford-le-Hope
- Stansted Mountfitchet
- Stanway
- Steeple
- Steeple Bumpstead
- Stisted
- Stock
- Stondon Massey
- Stow Maries
- Sturmer

## T
- Takeley
- Tendring
- Terling
- Thorpe-le-Soken
- Thaxted
- Theydon Bois
- Thorrington
- Thundersley
- Thurrock
- Tilbury
- Tiptree
- Tollesbury
- Tolleshunt Knights
- Toppesfield
- Two Tree Island

## U
- Ugley

## V
- Vange
- Virley

## W
- Wallasea Island
- Waltham Abbey
- Walton-on-the-Naze
- Warley
- West Bergholt
- Westcliff-on-Sea
- West Horndon
- West Mersea
- West Tilbury
- White Notley
- Wickford
- Wickham Bishops
- Wiggens Green
- Wimbish
- Witham
- Wivenhoe
- Wix
- Woodlands Park
- Wormingford
- Writtle

## Y
- Young's End